# Pignia
Pignia (tot 1952 officieel in het Duits Pignieu; Italiaans (verouderd): Pignigo) is een plaats en voormalige gemeente in het Zwitserse kanton Graubünden en maakt deel uit van het district Hinterrhein.
Pignia telt 118 inwoners.

## Geschiedenis
Op 1 januari 2009 ging Pignia op in de naburige gemeente Andeer